# His Wife's Visitor
His Wife's Visitor é um filme mudo norte-americano de 1909 em curta-metragem, do gênero comédia, dirigido por D. W. Griffith. Produzido e distribuído por Biograph Company, o filme foi lançado nos cinemas em 19 de agosto de 1909, estrelado por Billy Quirk e Mary Pickford. Outros atores, Frank Powell, Owen Moore e Mack Sennett. Este é o segundo filme da série Harry and Bessie.
Cópia do filme encontra-se conservada na Biblioteca do Congresso dos Estados Unidos.